# Xenolophium pseudotrichioides
Xenolophium pseudotrichioides är en svampart som beskrevs av A. Bell & Mahoney 2008. Xenolophium pseudotrichioides ingår i släktet Xenolophium och familjen Melanommataceae.   Inga underarter finns listade i Catalogue of Life.